# Graphium agetes
Graphium agetes är en fjärilsart som först beskrevs av John Obadiah Westwood 1841.  Graphium agetes ingår i släktet Graphium och familjen riddarfjärilar. Inga underarter finns listade i Catalogue of Life.